# جون إليوت كوران
جون إليوت كوران (بالإنجليزية: John Elliott Curran)‏ (25 مايو 1848، أوتيكا في الولايات المتحدة - 18 مايو 1890، إنغلوود في الولايات المتحدة)؛ كاتب وروائي أمريكي.